# Administrador apostólico

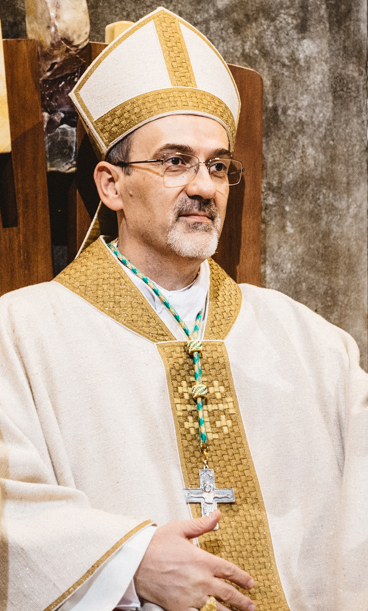
Pierbattista Pizzaballa en 2016, cuando era administrador apostólico de Jerusalén, usando las insignias pontificales (mitra, cruz pectoral y anillo episcopal).

En la Iglesia católica, un administrador apostólico es un obispo o presbítero al que la Santa Sede encomienda, por razones especiales o particularmente graves, el gobierno provisional de una circunscripción o institución eclesiástica, o el gobierno de una administración apostólica erigida de manera estable.
Un administrador apostólico ejerce su oficio con potestad vicaria, pues administra o rige en nombre del papa la circunscripción que le fue confiada. Este oficio cesa por revocación del mandato apostólico o por la posesión del nuevo titular de la sede.

## Generalidades
Los administradores apostólicos nombrados para una administración apostólica constituida  permanentemente se equiparan a los obispos diocesanos. Estos, por lo tanto, usan las insignias pontificales aunque carezcan de la dignidad episcopal; así mismo, los administradores apostólicos designados temporalmente para una sede vacante o plena pueden usar las insignias pontificales aunque no sean obispos, excepto la cátedra y el báculo pastoral.
Al celebrarse la Eucaristía en una iglesia que cuenta con administrador apostólico, debe hacerse mención de su nombre en la plegaria eucarística como signo de comunión con él si es obispo y desarrolla de hecho y plenamente su oficio, especialmente en el campo espiritual. Por otra parte, si se trata de una diócesis que ya cuenta con un obispo electo, este último se puede nombrar solo en la oración de los fieles, para que el Señor le conceda la abundancia de los dones del Espíritu en su próximo servicio pastoral, y a partir de su toma de posesión se le nombra en la plegaria eucarística.

## Clasificación

### Designados temporalmente
Puede ser nombrado un administrador apostólico temporal cuando continúa en el cargo el titular de la diócesis o institución afectada (sede plena) o cuando esa sede se encuentra sin su ordinario (sede vacante). No obstante, aunque estos nombramientos se realizan con bastante frecuencia en sedes vacantes y hacen parte de la praxis de la Santa Sede desde la Edad Media, estas administraciones temporales no están contempladas expresamente en el Código de Derecho Canónico por no constituir el régimen normal de gobierno interino de una Iglesia particular; sí están comprendidas, sin embargo, en el Código de los cánones de las Iglesias orientales, según el cual «los derechos, obligaciones y privilegios de un administrador apostólico se desprenden de las letras de su nombramiento».

#### Con sede vacante

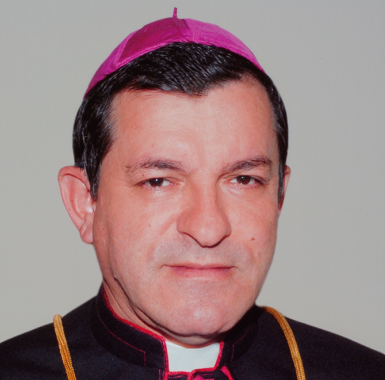
Jorge Alberto Ossa Soto, arzobispo de Nueva Pamplona y administrador apostólico de Ocaña.

Cuando hay una sede vacante, sea por la renuncia, traslado, incapacidad o muerte del titular, el Código de Derecho Canónico prevé que el colegio de consultores —constituido por algunos presbíteros que ayudan en el gobierno de la diócesis—, o en su caso el cabildo catedralicio, debe elegir a un administrador diocesano para que rija la diócesis temporalmente hasta el nombramiento de un nuevo obispo, a no ser que la Santa Sede nombre un administrador apostólico.
Si la Santa Sede nombra un administrador apostólico, este asume los deberes del obispo ordinario y puede gozar de todas sus facultades, exceptuando todo aquello que de tratarse de un presbítero se excluye por ser propio del orden episcopal o que por determinación del derecho canónico esté excluido, ya que debe considerarse que se está en sede vacante y «nada debe innovarse». Así, aunque en régimen correspondiente a sede vacante cesan los oficios del vicario general y de los vicarios episcopales, el administrador apostólico puede confirmar en forma delegada a los vicarios en las mismas funciones que desempeñaban hasta la posesión del nuevo obispo; no obstante, no puede prorrogar las tareas del consejo presbiteral o del consejo pastoral, pues durante este periodo sus funciones las cumple el colegio de consultores.
De acuerdo con el Código de Derecho Canónico, no sería potestad del administrador diocesano ni del administrador apostólico:
- La incardinación y excardinación (can. 272).
- Convocar sínodos (can. 462).
- Conferir canonjías (can. 509).
- Conferir parroquias a institutos religiosos (can. 520).
- Erigir asociaciones públicas de fieles (can. 312).
- Realizar actos que perjudiquen a la diócesis (can. 428).

#### Con sede plena
En circunstancias particulares, la Santa Sede puede nombrar de manera extraordinaria a un administrador apostólico en una sede plena. En este caso el obispo ordinario debe colaborar en el cumplimiento pleno, libre y sereno del mandato del administrador en cuanto le compete.
Esta situación es sumamente excepcional y se da cuando no es conveniente que el titular de la sede ejerza su oficio (por ejemplo, porque se le investiga penalmente) o cuando de hecho le es particularmente difícil ejercerlo (por ejemplo, por motivos de salud). Aunque el titular conserva su oficio, en estos casos le quedan suspendidas sus facultades de gobierno, que asume el administrador.

### Constituidos permanentemente
Según el Código de Derecho Canónico, un administrador apostólico puede ser nombrado por la Santa Sede para que rija en nombre del papa una determinada porción del pueblo de Dios, que por razones especiales y particularmente graves no ha sido erigida como diócesis sino como administración apostólica, cuya atención pastoral le es encomendada.
Estos administradores apostólicos se diferencian de los que administran provisionalmente una sede vacante o plena, en que aunque también rigen una determinada porción del pueblo de Dios y lo hacen de modo vicario en nombre del papa, en este caso su administración es estable o permanente y no interina. No obstante, el que se trate de una ‘administración’ indica que no es una figura constituida para que sea perpetua, pues al cesar las circunstancias excepcionales que la originaron debería erigirse una circunscripción eclesiástica ordinaria.